# Guldkusten (brittisk koloni)
Guldkusten var en brittisk koloni i Västafrika i det som i dag är Ghana (självständigt 1957). Området, som fick sitt namn efter de stora guldfyndigheterna som fanns där, blev brittiskt 1821. Guldkusten har även haft svensk och dansk närvaro, se Cabo Corso respektive Danska Guldkusten.

## Historia
År 1672 bildades i Storbritannien Royal African Company, som dels byggde, dels förstärkte, fästena Dixcove, Winneba, Accra och Cape Coast. Kompaniet upplöstes 1821 och området förenades med kolonin Sierra Leone. Från Danmark förvärvade Storbritannien 1851 Christiansborg, Augustaborg och Fredensborg och från Nederländerna åren 1851–1852 några andra orter. På så sätt kom britterna i besittning av hela kusten, och från cirka 1860 blev Nederländernas roll utspelad. 1874 blev Guldkusten en självständig brittisk kronkoloni. Britterna förde många krig med Ashantiriket innan det slutligen underkuvades år 1900 av sir Frederick Mitchell Hodgson. Ashanti annekterades 1901 och blev ett brittiskt protektorat. Gränsen mot Franska Västafrika reglerades i juli 1893 mot väster och den 14 juli 1898 mot norr. Mot det tyska Togoland skedde en liknande gränsreglering genom Samoafördraget 1899.
1957 slogs Guldkusten och territoriet Brittiska Togoland samman och blev Ghana. Det var det första landet i det koloniala Afrika som blev självständigt.
Den svenske väg- och vattenbyggaren Mike Joslin tillbringade tjugosju år i landet, med början i 1920-talet. Han har skrivit ett flertal böcker om sina mycket strapatsrika år i landet, som då var mer eller mindre opåverkat av den västerländska civilisationen.